# Run It!
Singles de Chris Brown
Yo (Excuse Me Miss)
(2005)
Run It! est le premier single de Chris Brown sorti en 2005. Il a été écrit et produit par Scott Storch et Sean Garrett pour son premier album, Chris Brown. Il est en featuring avec le rappeur américain Juelz Santana. La chanson est publiée le 30 juin 2005. Ce titre R&B a été décrit comme une version « decrunked » du single Yeah! (2004) de Usher.
Run It! a été généralement bien reçu par les critiques. La chanson a été un succès, se classant dans le Top dix de six pays et dans le Top vingt de quatre autres. La chanson a été numéro un des charts aux États-Unis, en Australie et en Nouvelle-Zélande. Le clip a été nommé aux 2006 MTV Music Awards dans la catégorie « Best New Artist » et « Viewer's Choice ».

## Sortie et composition
Run It a été publié sur internet le 30 juin 2005 en téléchargement digital. Le 19 juin 2005, Jive Records et Zomba Records envoient la chanson aux radios RnB américaines. Run It a été écrit et produit par Scott Storch et Sean Garrett. Christian Hoard de Rolling Stone catalogue la chanson comme « une version de-crunked de Yeah! ». Les couplets rap sont l'œuvre du rappeur américain Juelz Santana.

## Classements hebdomadaires
| Classement (2005)                       | Meilleure position |
| --------------------------------------- | ------------------ |
| Allemagne (Media Control AG)            | 5                  |
| Australie (ARIA)                        | 1                  |
| Autriche (Ö3 Austria Top 40)            | 12                 |
| Belgique (Flandre Ultratop 50 Singles)  | 23                 |
| Belgique (Wallonie Ultratop 50 Singles) | 26                 |
| Danemark (Tracklisten)                  | 13                 |
| États-Unis (Hot 100)                    | 1                  |
| États-Unis (R&B/Hip-Hop Songs)          | 1                  |
| États-Unis (Pop Airplay)                | 1                  |
| Finlande (Suomen virallinen lista)      | 7                  |
| France (SNEP)                           | 19                 |
| Hongrie (Single Top 40)                 | 10                 |
| Irlande (IRMA)                          | 2                  |
| Italie (FIMI)                           | 12                 |
| Nouvelle-Zélande (RMNZ)                 | 1                  |
| Norvège (VG-lista)                      | 13                 |
| Pays-Bas (Single Top 100)               | 9                  |
| Tchéquie (IFPI Rádio)                   | 55                 |
| Royaume-Uni (UK Singles Chart)          | 2                  |
| Royaume-Uni (UK R&B Chart)              | 1                  |
| Suisse (Schweizer Hitparade)            | 5                  |
| Suède (Sverigetopplistan)               | 34                 |